# Basilisk (Schiff, 1852)
Die Basilisk, auch HMS Basilisk, war eine Raddampfer-Sloop der britischen Marine, die von 1852 bis 1874 in Dienst stand.

## Geschichte
Die spätere Basilisk wurde am 26. März 1846 bestellt und im November desselben Jahres auf der Marinewerft im Londoner Stadtteil Woolwich auf Kiel gelegt. Der Stapellauf erfolgte am 22. August 1848 und die offizielle Indienststellung, unter dem Kommando von Commander Francis Egerton, am 25. Mai 1852.
Während des Krimkriegs wurde die Basilisk für die Blockade des Kurlands eingesetzt. Am 14. Juni 1855 versenkte sie zehn russische Frachtschiffe. Am 17. Juli beschoss sie zusammen mit der HMS Desperate russische Kanonenboote und Artilleriestellungen im Golf von Riga.
Im März 1871 begann die Expedition von Captain John Moresby, der mit der Basilisk die Küste Neuguineas kartierte.
Das Schiff wurde 1882 in Chatham abgewrackt.